# Bento Epaminondas
Bento Epaminondas (Diamantina-MG, 1847 - abril de 1904) foi um homem negro que tornou-se notório por sua luta abolicionista na região de Minas Gerais. Por conta disso, ficou conhecido como "advogado dos escravos", embora atuasse como rábula (advogado sem formação em direito). Também teve importante atuação como promotor público, delegado e vereador de Sabará.

## Biografia
- Fonte:uol.com.br[1]

Filho de um homem rico e branco, Bento nasceu juridicamente livre. Isso lhe deu a oportunidade de estudar, florescendo um sentimento de ajudar aos escravos.
Nos anos 1870, Bento ingressou no Partido Republicano e produziu diversos textos políticos publicados na imprensa. Em outubro de 1878, ele foi um dos co-fundadores da Irmandade de Nossa Senhora do Rosário dos Pretos da cidade de Sabará, popularmente conhecida como "Sociedade do Rosário", uma associação cujo principal objetivo foi "defender, proteger e propagar a causa dos irmãos pretos".
Em meados de 1885, ele se apresentou no Teatro Municipal de Sabará, onde levou à cena peças abolicionistas que despertaram polêmicas na cidade. Para se ter uma ideia, no final da apresentação, Bento discutiu com um inglês diretor da companhia de mineração "Saint John del Rey Mining Company Ltd.", que escravizou ilegalmente gente livre, e foi denunciado por Bento na Justiça e na imprensa.
Em janeiro de 1888, o rábula e outros colegas da Sociedade do Rosário, também criaram a Sociedade Emancipadora de Sabará.
Faleceu em meados de abril de 1904 em decorrência de uma intoxicação intestinal.